# Docalidia tuberculata
Docalidia tuberculata är en insektsart som beskrevs av Nielson 1982. Docalidia tuberculata ingår i släktet Docalidia och familjen dvärgstritar. Inga underarter finns listade i Catalogue of Life.